# Franz Heinrich Christian von Galen zu Assen
Franz Heinrich Christian von Galen zu Assen (* 31. Dezember 1679 in Dinklage; † 18. November 1712) war Domherr in Münster, Osnabrück und Worms.

## Leben

### Herkunft und Familie
Franz Heinrich Christian von Galen zu Assen wuchs mit seinen Geschwistern in der uralten westfälischen Adelsfamilie von Galen auf, die im 16. Jahrhundert teilweise mit der Reformation sympathisierte und später wieder katholisch wurde. Sein Vater Franz Wilhelm heiratete am 12. Juli 1671 Ursula Helena von Plettenberg zu Lenhausen (* 1654, † 1720), eine Schwester des Fürstbischofs Friedrich Christian von Plettenberg. Er hatte vier Schwestern: Anna Maria, (* 1672, ⚭ Franz Anton von Landsberg), Francelina (* 1680, ⚭ Franz Christoph von Hörde zu Störmede), Elisabeth Antonetta († 1715, Kanonisse in Nottuln) und Maria Theresia († 1727, Stiftsdame in Nottuln, ⚭ Franz Otto von Weichs).
Sein Bruder Wilhelm Goswin Anton (* 1678, † 1710) war Erbkämmerer, Friedrich Christian (* 1689, † 1748) Domdechant in Münster und Wilhelm Ferdinand (* 1690, † 1769) Erbkämmerer und Droste im Amt Vechta.

### Werdegang und Wirken
Franz Heinrich hatte in Paris Rechtswissenschaften studiert und legte das Studienzeugnis am 12. August 1700 vor. Zu dieser Zeit war er Domherr in Worms und Osnabrück.
Im Jahre 1703 erhielt Franz Heinrich durch päpstliche Provision eine Dompräbende in Münster, die durch den Tod des Domherrn Heinrich Wilhelm von Wendt frei geworden war. Die Aufschwörung fand am 16. April 1703 statt. Am 27. Juli 1706 empfing Franz Heinrich die Niederen Weihen und wurde Subdiakon. In diesem Jahre
wurde in Münster ein neuer Fürstbischof gewählt. Bei dieser Wahl stellte sich Franz Heinrich auf die Seite des Osnabrücker Bischofs. Dieser war Franz Arnold von Wolff-Metternich unterlegen. Allerdings wurde seine Wahl erst durch die Bestechung einiger Domherren möglich.